# Vilamòs
Vilamòs (nom català tradicional: Vilamós) és una vila i municipi de la comarca de la Vall d'Aran, situat al terçó d'Irissa, al marge del riu Garona.

## Geografia
- Llista de topònims de Vilamòs (Orografia: muntanyes, serres, collades, indrets..; hidrografia: rius, fonts...; edificis: cases, masies, esglésies, etc).

La vila de Vilamòs està situada a 1.255 m d'altitud, en un planell dels vessants de migdia de la muntanya de Uishèra, en una posició molt enlairada respecte a la Garona. El nucli és dominat per l'església parroquial de Santa Maria, un edifici d'origen romànic (segle xii, amb elements anteriors), reformada al segle xvii.
| Entitat de població | Habitants (2023) |
| Vilamòs             | 143              |
| Era Bordeta         | 24               |
| Font: Idescat       |                  |

| 1497 f | 1515 f | 1553 f | 1717 | 1787 | 1857 | 1877 | 1887 | 1900 | 1910 |
| ------ | ------ | ------ | ---- | ---- | ---- | ---- | ---- | ---- | ---- |
| -      | -      | 15     | -    | 129  | 339  | 256  | 239  | 234  | 222  |

| 1920 | 1930 | 1940 | 1950 | 1960 | 1970 | 1981 | 1990 | 1992 | 1994 |
| ---- | ---- | ---- | ---- | ---- | ---- | ---- | ---- | ---- | ---- |
| 242  | 184  | 118  | 190  | 179  | 84   | 83   | 122  | 118  | 118  |

| 1996 | 1998 | 2000 | 2002 | 2004 | 2006 | 2008 | 2010 | 2012 | 2014 |
| ---- | ---- | ---- | ---- | ---- | ---- | ---- | ---- | ---- | ---- |
| 148  | 148  | 152  | 151  | 166  | 173  | 187  | 202  | 180  | 171  |

| 2016 | 2018 | 2020 | 2022 | 2024 | 2026 | 2028 | 2030 | 2032 | 2034 |
| ---- | ---- | ---- | ---- | ---- | ---- | ---- | ---- | ---- | ---- |
| 151  | 159  | 178  | 172  | 175  | -    | -    | -    | -    | -    |

## Política

### Alcaldes
Alcaldes des de les eleccions democràtiques de 1979
- Josep Castet Busquet (1979 - 1983)
- Francesc Castet Condó (1983 - 2015)
- Oriol Sala Sánchez (2015 - Act)

## Festivitats

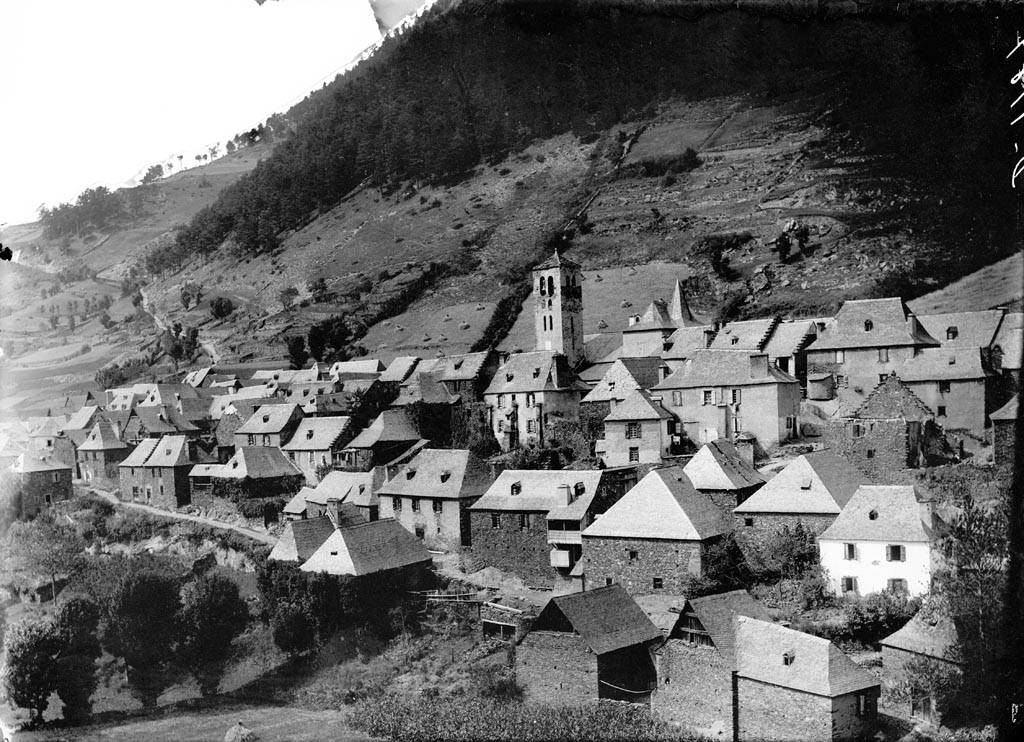
El poble de Vilamòs al 1907

- 15 i 16 d'agost - Festa Major de Sant Roc

## Llocs d'interès
- Capella de Sant Miquel, del segle xi. És considerada l'església més antiga de la Vall.
- Església de Santa Maria (segle XI-XII)
- Ecomuseu Çò des de Joanchiquet, gestionat pel Musèu dera Val d'Aran.[3][4]